# NGC 6179
NGC 6179 (również PGC 58401) – zwarta galaktyka (C), znajdująca się w gwiazdozbiorze Herkulesa. Odkrył ją 19 kwietnia 1855 roku R.J. Mitchell – asystent Williama Parsonsa.